# Ipiristis boursini
Ipiristis boursini är en fjärilsart som beskrevs av Max Wilhelm Karl Draudt 1950. Ipiristis boursini ingår i släktet Ipiristis och familjen nattflyn. Inga underarter finns listade i Catalogue of Life.